# 吳超 (南朝)
吴超（?—?），字逸世，南朝陈秦郡（辖境今江苏省南京市六合区）人，吴明彻兄长的儿子。
吴超年轻时倜傥，以才干谋略知名。随从吴明彻征伐，有战功。官至忠毅将军、散骑常侍、桂州刺史，封汝南县侯，食邑一千户。去世后，赠广州刺史，谥号节。